# Bahía de Cartagena de Indias
Bahía de Cartagena de Indias är en vik i Colombia. Den ligger i den norra delen av landet, 700 km norr om huvudstaden Bogotá.